# Metolius River
Der Metolius River ist ein Fluss im US-Bundesstaat Oregon. Er entspringt in den Metolius Springs am Black Butte, einem erloschenen Schichtvulkan östlich der Stadt Sisters. Der Fluss fließt 29 Kilometer nördlich durch den Deschutes National Forest und biegt dann östlich ab, bis er in den Lake Billy Chinook und damit in den Deschutes River mündet. Gemeinsam mit seinem linken Zufluss Jefferson Creek bildet der Unterlauf des Metolius River die Südgrenze der Warm Springs Indian Reservation. Der Fluss gilt als einer der größten quellengespeisten Flüsse Oregons.
Der Fluss und seine Nebenflüsse sind ein bedeutender Laichplatz für Stierforelle, Regenbogenforelle und Rotlachs. Der Metolius River ist ein herausragendes Beispiel für ein relativ unberührtes Gewässer im Einzugsgebiet des Deschutes River und ist seit 1988 als National Wild and Scenic River geschützt.
Ein kleines, 12 Hektar großes Gebiet bei Camp Sherman mit Trockenwiesen und Nadelholzurwald wurde in den 1980er Jahren von der Familie von Charles Erskine Scott Wood an die Nature Conservancy als Metolius River Preserve übergeben. Dieses Schutzgebiet übergab Nature Conservancy im Jahre 2018 an den Deschutes Land Trust der seit dieser Zeit das Schutzgebiet betreut. Ein weiteres Schutzgebiet am Fluss das der Deschutes Land Trust 2003 erwarb ist das Metolius Perserve Schutzgebiet, dieses Gebiet ist mit 500 Hektar wesentlich größer als das Metolius River Preserve und besteht hauptsächlich aus einem Nadelholzurwald der mit vielen Gelbkiefern, Douglasien und Westamerikanischen Lärchen bewaldet ist, das Betreten des Schutzgebietes ist nur mit einem Guide des Deschutes Land Trust erlaubt. Das Quellgebiet bei Camp Sherman ist ein beliebtes Angelrevier, besonders für Fliegenfischen.